# Меса де лос Агиларес (Акила)
Меса де лос Агиларес (шп. Mesa de los Aguilares) насеље је у Мексику у савезној држави Мичоакан у општини Акила. Насеље се налази на надморској висини од 616 м.

## Становништво
Према подацима из 2010. године у насељу је живело 6 становника.

### Хронологија
| Година       | 2000         | 2005       | 2010 |
| ------------ | ------------ | ---------- | ---- |
| Становништво | 34 (16 / 18) | 14 (9 / 5) | 6    |

### Попис
| # | Индикатор                     | Вредност |
| - | ----------------------------- | -------- |
| 1 | Укупно домаћинстава           | 1        |
| 2 | Укупно насељених домаћинстава | 1        |
| 3 | Величина локације             | 1        |